# Hieronim Mielecki
Hieronim Mielecki herbu Gryf (ur. ok. 1545 r., zm. 12 maja 1596) – rotmistrz królewski, starosta brzeskokujawski, kasztelan czechowski (1588), starosta sandomierski (1589).

## Życiorys
Pierwszy syn Sebastiana Mieleckiego, kasztelana krakowskiego i Zofii Kościeleckiej z Tarnowskich. Na polecenie ojca od 1565 uczył się wraz z bratem Stanisławem w Collegium Hosianum w Braniewie.
Za panowania Zygmunta Augusta został mianowany rotmistrzem królewskim. Brał udział w elekcji 1575 w czasie której był sygnatariuszem elekcji cesarza Maksymiliana II i członkiem poselstwa wysłanego do niego. Uczestniczył w wojnie z Gdańskiem oraz w wojnie polsko-rosyjskiej 1577 roku. W szczególności brał udział w kampanii 1579 roku której dowódcą był jego wuj Mikołaj Mielecki, oraz w wyprawie na Wielkie Łuki. W 1585 roku po bezdzietnej śmierci swego szwagra Stanisława Tarnowskiego odziedziczył wieżę obronną w Rzemieniu wraz z przyległościami, były one jednak w użytkowaniu Zofii Mieleckiej – wdowy po Stanisławie, aż do jej śmierci. W roku 1587 po śmierci króla Stefana Batorego został wybrany na urząd sędziego kapturowego województwa sandomierskiego z ramienia powiatu wiślickiego. Poseł na sejm koronacyjny 1587/1588 roku z województwa sandomierskiego.
Kontynuował swoją karierę polityczną zostając kasztelanem czechowskim w 1588, a następnie starostą sandomierskim w 1589. W zimie 1595 wysłał posiłki by wesprzeć ochronę granic przed najazdem tatarskim prowadzoną przez Jana Zamoyskiego.
Z żoną Jadwigą Komaniecką miał córkę Annę. Katolik znany ze swojego miłego usposobienia i pobożności.

## Posiadłości
Posiadłości Hieronima Mieleckiego obejmowały m.in.:
- część miasta Skępe (sprzedana w 1591 roku)[9]

- część miasta Mielec
- Rzemień (od 1585)
- Markową Wolę (dzisiejszy Pogwizdów)
- Wojsław
- Złotniki
- Trzęsówkę
- Cmolas
- Ostrów
- Skrzyszów
- Trześnik (lokowana przez Hieronima w latach 80. XVI w.)
- Kosów (lokowana przez Hieronima w latach 80. XVI w.)[10]